# Comitas margaritae
Comitas margaritae é uma espécie de gastrópode do gênero Comitas, pertencente a família Pseudomelatomidae.